# Kanton Dingelstädt

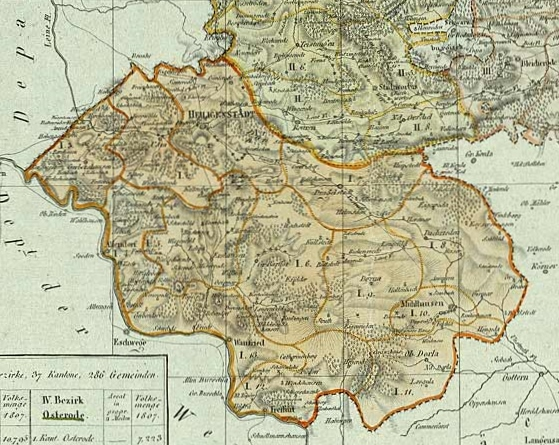
Der Kanton Dingelstädt im District Heiligenstadt

Der Kanton Dingelstädt  war eine Verwaltungseinheit im Distrikt Heiligenstadt des Departements des Harzes im napoleonischen Königreich Westphalen. Hauptort des Kantons und Sitz des Friedensgerichts war der Ort Dingelstädt im heutigen thüringischen Landkreis Eichsfeld. Der Kanton bestand aus elf Orten des Obereichsfelds. Kantonmaire war Philipp Strecker.
Zum Kanton gehörten die Ortschaften:
- Dingelstädt
- Kreuzebra mit Scharfenstein und Steinhagen
- Hüpstedt, Beberstedt, Zella und Breitenbich
- Helmsdorf, Silberhausen, Kefferhausen